# Spoorlijn 224
Spoorlijn 224 is een Belgische industrielijn in de haven van Antwerpen. Hij loopt vanaf het Antwerpen-Noord via de spoorbundel Lillo naar de aftakking Lillo om daar aan te sluiten op spoorlijn 27C.
De maximumsnelheid bedraagt 40 km/u.

## Aansluitingen
In de volgende plaatsen is er een aansluiting op de volgende spoorlijnen:
Antwerpen-Noord
Spoorlijn 27A tussen Y Liersesteenweg en Bundel Rhodesië
Spoorlijn 27A/1 tussen Antwerpen-Noord en Y Muisbroek
Y Oosterweel
Spoorlijn 27C/1 tussen Antwerpen-Noord en Y Oorderen
Y Kruiske
Spoorlijn 27C tussen Y Ekerse Dijk en Antwerpen-Noord
Y Oorderen
Spoorlijn 222 tussen Y Oorderen en Bundel Oorderen
Bundel Lillo
Spoorlijn 222/1 tussen Bundel Lillo en Bundel Oorderen
Y Oost Δ Lillo
Spoorlijn 27C tussen Y Ekerse Dijk en Antwerpen-Noord
Spoorlijn 226B tussen Y Oost Δ Lillo en Bundel Berendrecht

## Verbindingsspoor
224/1: Y West Δ Lillo (lijn 224) - Y Noord Δ Lillo (lijn 226B)